# Prix Paul-Verlaine
Le prix Paul-Verlaine est un prix de poésie de l'Académie française, d'abord triennal de 1936 à 1987 et reconstitué annuellement en 1994 par le regroupement des prix et fondations Valentine Petresco de Wolmar et Anthony Valabrègue.

## Liste des lauréats

### Années 1930
- 1936 : Louis Le Cardonnel pour l'ensemble de son œuvre poétique
- 1939 : Frédéric Plessis pour l'ensemble de son œuvre

### Années 1940
- 1942 : 
  - Michel de Bellomayre pour La Tragédie humaine
  - Suzanne Peuteuil pour Du chérubin au vol de l'ange
  - Jean Pourtal de Ladevèze pour Cendre des roses et des jours
  - Pius Servien (1902-1959) pour Orient
  - François Vaucienne pour Un Chant de la Cité
- 1945 : Guy Chastel pour Mon ciel et ma terre
- 1948 : Jacques Reynaud (1894-1965) pour Les Métamorphoses

### Années 1950
- 1951 : 
  - Raymond Cortat (1901-1972) pour Gouttes de lune
  - Henri Marchand (1889-1974) pour Les chemins retrouvés
  - Paul Noël (1904-1979) pour Poèmes de minuit
- 1954 : 
  - Frances de Dalmatie pour Le bal vert
  - Madeleine de Lanartic pour Feux du soir
  - Roland Le Cordier (1912-....) pour Prélude à l'ineffable
  - Henri Mugnier (1890-1957) pour Choix de poèmes
- 1957 : 
  - Pierre Béarn pour Dialogue de mon amour
  - René Lyr pour La présence intérieure

### Années 1960
- 1960 : Jean Bernard pour Survivance
- 1963 : Jean Gagé pour Nocturnes et méridiennes
- 1964 : Jane Kieffer pour Cette sauvage lumière
- 1966 : Vital Heurtebize (1933-....) pour Le seuil irréversible
- 1969 : 
  - Janne Janniard (1906-2004) pour La colline à Marjolaine
  - Abbé Christian Robert pour Le rêve d’une vie

### Années 1970
- 1972 : 
  - Jean Arabia pour Étoiles et bolides
  - Pierre Loubière (1913-1979) pour Mémoire buissonnière
- 1975 : Aurel Michoud pour Aimer ... sans mourir

### Années 1980
- 1981 : Jenny de La Guillonnière pour Apparence et transparence
- 1984 : 
  - Franck André Jamme pour Conques, bannières, feuilles sacrées
  - Louis Levionnois (1944-2023) pour Poésies
- 1987 : Kama Sywor Kamanda pour Chants de brumes
- 1989 : 
  - Maurice d'Amécourt pour Retour au lac
  - Alain Bouvier pour Le Miroir
  - Cyr Chaix pour Scolarêver en pays bleu
  - Alain Suied pour La lumière de l’origine
  - Jean Verdure pour Sur le souffle

### Années 1990
- 1990 : François Fleury pour Si loin de l’aube
- 1995 : Jean-Vincent Verdonnet pour Où s’anime une trace
- 1996 : 
  - Lucien Baumann pour Au rendez-vous de Samarcande
  - Jean-Pierre Colombi (1941-....) pour La Sorte d’ombre
  - Bernard Plin pour La Gloire des jonquilles
- 1997 : Charles Dantzig pour Que le siècle commence
- 1998 : Paul Bellat (1905-2001) pour Dires d’amour et de peine
- 1999 : Paul de Roux pour Le Soleil dans l’œil

### Années 2000
- 2000 : François Lacore pour Poèmes du premier siècle
- 2001 : 
  - Philippe de Chaunac-Lanzac pour Gravé dans l’éphémère
  - Philippe Veyrunes (1964-....) pour Les Voleurs d’arcs-en-ciel
- 2003 : Alain Guérin pour Cosmos Brasero
- 2004 : Yves Mabin Chennevière pour Traité du vertige
- 2005 : Lionel Ray pour Matière de nuit
- 2006 : Marie-Claire Bancquart pour Avec la mort, quartier d’orange entre les dents
- 2007 : Frédéric Jacques Temple pour l'ensemble de son œuvre
- 2008 : Vera Feyder pour l'ensemble de son œuvre
- 2009 : Jean-Luc Steinmetz pour Le Jeu tigré des apparences

### Années 2010
- 2010 : Jean Daive pour Une femme de quelques vies
- 2011 : Marie Étienne pour Le Livre des recels
- 2012 : M. Dominique Buisset (1945-....) pour Quadratures
- 2013 : Nohad Salameh pour D’autres annonciations
- 2014 : Denis Rigal pour Terrestres
- 2015 : Marc Alexandre Oho Bambe pour Le Chant des possibles
- 2017 : Xavier Houssin pour L’Herbier des rayons
- 2018 : Thomas Clerc pour Poeasy
- 2019 : Pascal Riou pour D’âge en âge

### Années 2020
- 2020 : Marie de Quatrebarbes pour Voguer
- 2021 : Réginald Gaillard pour Hospitalité des gouffres
- 2022 : Yvon Le Men pour La Baie vitrée et À perte de ciel
- 2023 : Bernard Chambaz pour E bientôt muet
- 2024 : Emmanuel Godo pour Les Égarées de Noël